# Église Saints-Jean-et-Nicolas de Schaerbeek
L’église Saints-Jean-et-Nicolas (en néerlandais : Sint-Jan en Niklaaskerk) est un édifice religieux catholique  de style néoclassique (XIXe siècle) sis au n° 75A de la rue de Brabant à Schaerbeek, Bruxelles.
Construite au milieu du XIXe siècle pour les services pastoraux catholiques de la localité, l'église accueille également des communautés chrétiennes de rite oriental. La liturgie en slavon y est régulièrement célébrée pour les chrétiens orthodoxes russophones.

## Histoire

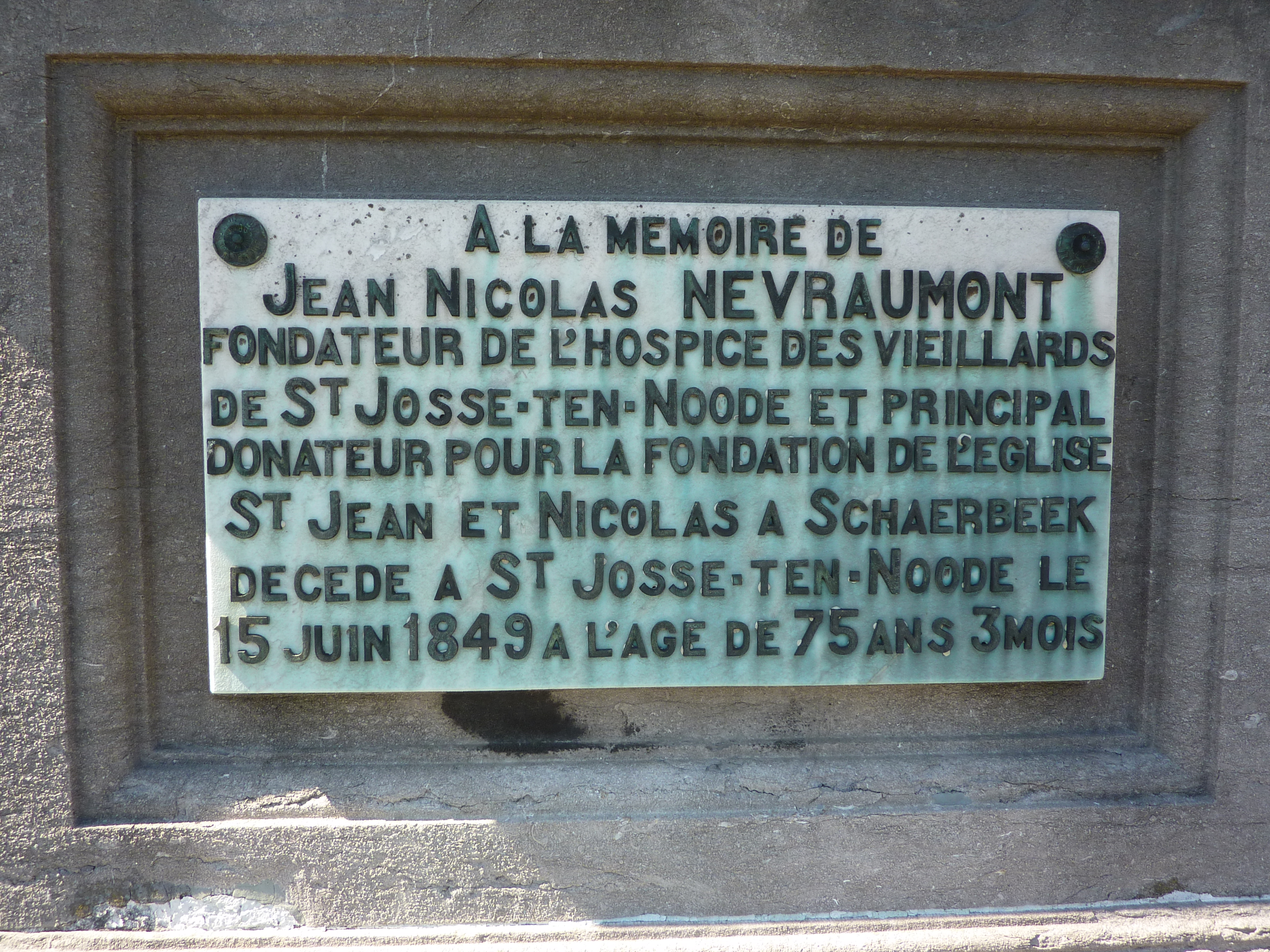
Inscription sur le monument funéraire de Jean-Nicolas Nevraumont, au cimetière de Saint-Josse-ten-Noode

L'église est de style néoclassique et fut construite entre les années 1847 et 1850 selon les plans des architectes J.P.J. Peeters et Gustave Hansotte, et grâce à la générosité de Jean-Nicolas Nevraumont (1774 - 15 juin 1849), bienfaiteur habitant à l'époque la commune de Schaerbeek mais dont la tombe se trouve au cimetière de Saint-Josse-ten-Noode.
L'église a été classée le 22 février 1984 par la Région de Bruxelles-Capitale. Des rénovations intérieures et extérieures ont eu lieu entre 2000 et 2001 ainsi que de 2003 à 2004.

## Patrimoine
- L'église se distingue par son clocher rectangulaire.
- Les orgues néoclassique datent de 1885 et sont l'œuvre du facteur Pierre Schyven[1].
- L'autel, la chaire de vérité et plusieurs statues sont œuvres du sculpteur Guillaume Geefs.
- Les peintures La Crucifixion et la Descente de la Croix par Virginie Bovie étaient encore visibles à l'église.

## Galerie de photos

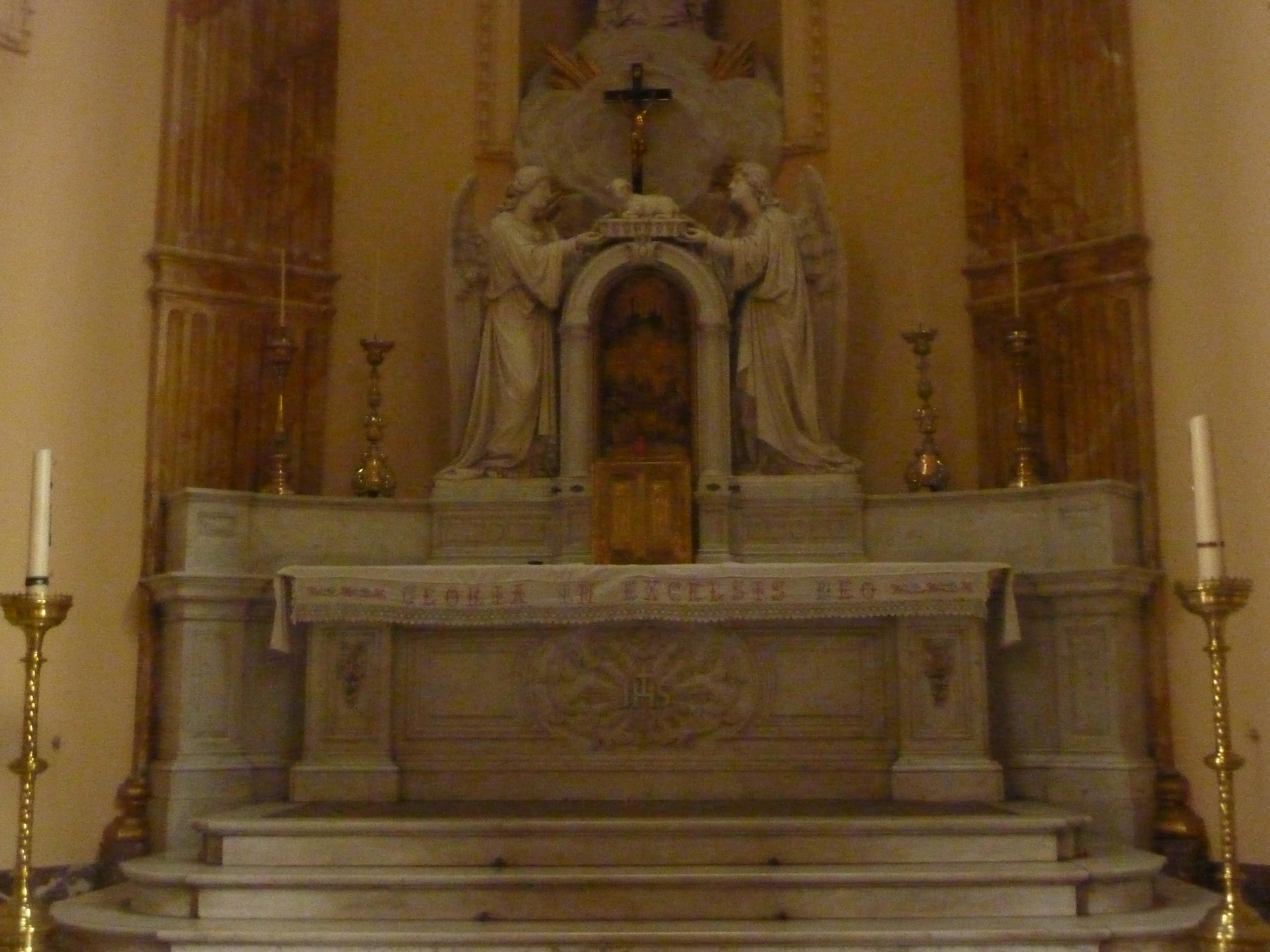
L'autel
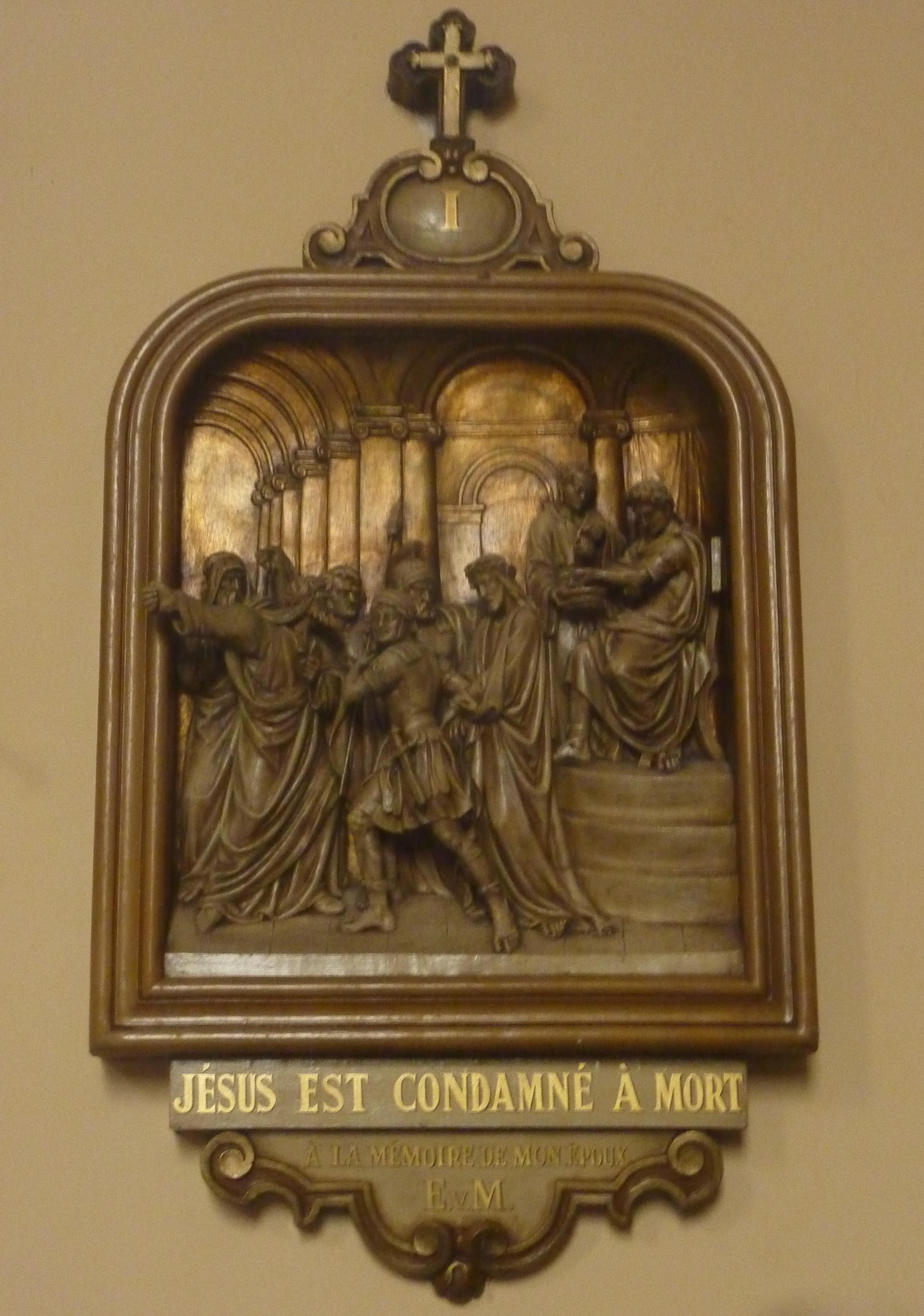
Une station du chemin de croix
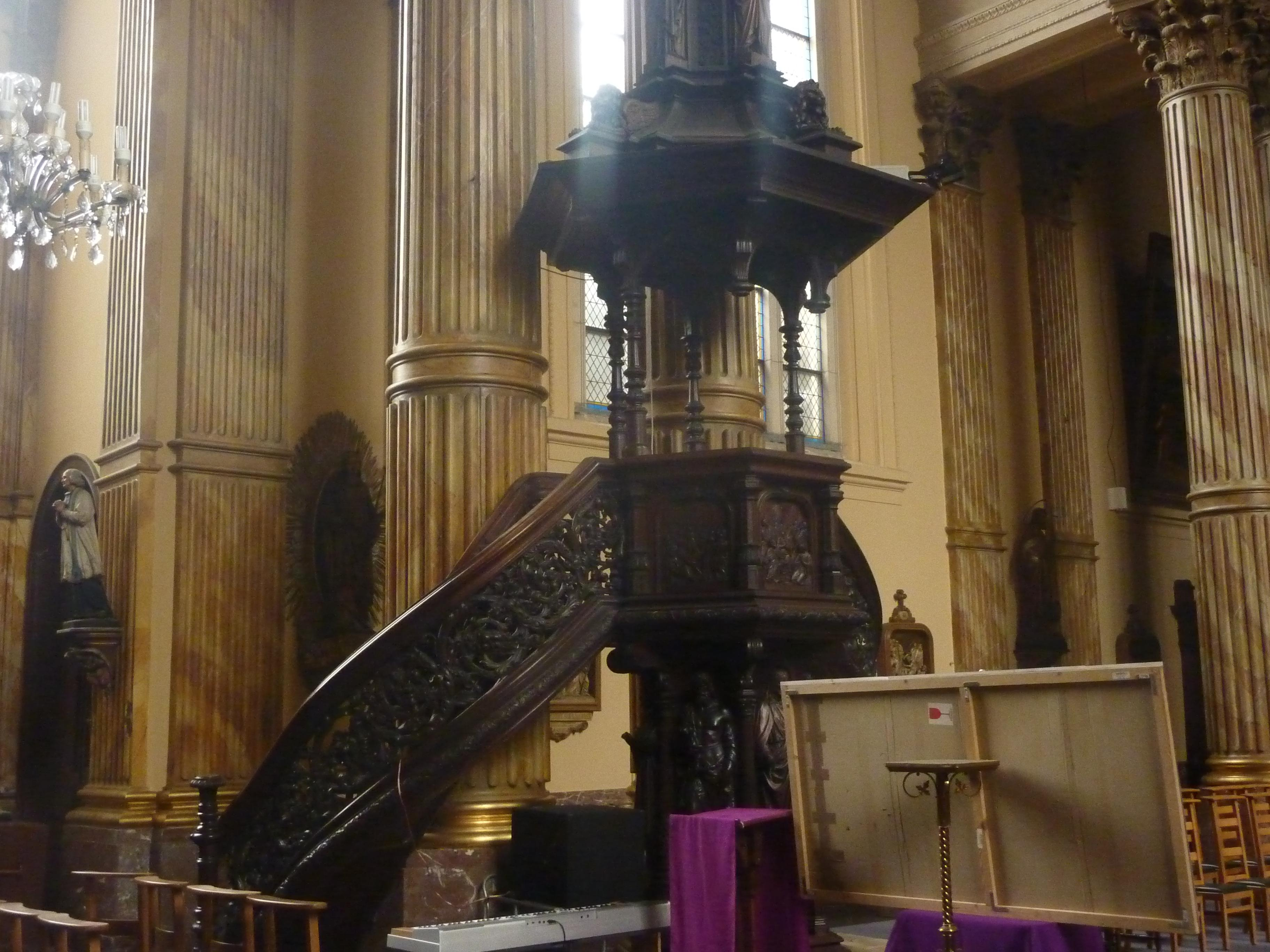
La chaire de vérité

## Localisation
L'église a deux entrées, une donnant sur la rue d'Aerschot et la seconde dans la rue de Brabant. La rue de la Fraternité fait face à l'entrée principale de l'église, tandis que la gare du Nord se trouve à l'arrière.
La paroisse Saints-Jean-et-Nicolas fait partie de l'unité pastorale Les Coteaux qui fait elle-même partie du doyenné de Bruxelles Nord-Est.
L'église a donné son nom à une école toute proche, le 'Centre Professionnel Saints-Jean-et-Nicolas'.